# Хорлин, Дмитрий Сергеевич
Дмитрий Сергеевич Хорлин (узб. Dmitriy Gorlin) — узбекский паралимпийский пловец. Бронзовый призёр Паралимпийских игр и Чемпионата мира по плаванию (МПК)

## Биография
На чемпионате мира по плаванию IPC 2015 года в Глазго (Великобритания) он завоевал бронзовую медаль на дистанции 400 метров вольным стилем в категории S13 среди мужчин. В 2016 году в Рио-де-Жанейро (Бразилия) он представлял Узбекистан на Летних Паралимпийских играх 2016 и завоевал бронзовую медаль в соревнованиях на 400 метров вольным стилем среди мужчин. Он участвовал на Чемпионате мира по параплаванию 2019 года в Лондоне (Великобритания). Но на этот раз он не выиграл ни одной медали.